# Абе Ріно
Абе Ріно (яп. 阿部 梨乃; нар. 5 березня 1995, префектура Аоморі) — японська борчиня вільного стилю, срібна призерка чемпіонату Азії.

## Життєпис
У 2010 році стала чемпіонкою Азії серед кадетів. У 2013 та 2015 роках ставала чемпіонкою світу серед юніорів.
Виступала за борцівський клуб Університету Ніхон, Токіо. Тренер — Томіяма Хідеакі.

## Спортивні результати на міжнародних змаганнях

### Виступи на Чемпіонатах Азії
| Змагання                       | Збірна | Вагова категорія          | Місце  |
| ------------------------------ | ------ | ------------------------- | ------ |
| Чемпіонат Азії з боротьби 2016 | Японія | жіноча боротьба, до 75 кг | Срібло |

### Виступи на інших змаганнях
| Змагання                                         | Збірна | Вагова категорія          | Місце  |
| ------------------------------------------------ | ------ | ------------------------- | ------ |
| Klippan Lady Open 2013                           | Японія | жіноча боротьба, до 72 кг | Бронза |
| Кубок Бразилії з боротьби 2014                   | Японія | жіноча боротьба, до 75 кг | Бронза |
| Золотий Гран-прі з боротьби 2015                 | Японія | жіноча боротьба, до 75 кг | 8      |
| Гран-прі «Іван Яригін» 2018                      | Японія | жіноча боротьба, до 76 кг | 11     |
| Всеяпонський відкритий чемпіонат з боротьби 2018 | Японія | жіноча боротьба, до 76 кг | Бронза |
| Тестовий турнір UWW 2019                         | Японія | жіноча боротьба, до 76 кг | 9      |
| Міжнародний меморіал Білла Фаррелла 2019         | Японія | жіноча боротьба, до 76 кг | Бронза |
| Клубний чемпіонат світу з боротьби 2019          | Японія | жіноча боротьба, до 76 кг | Срібло |

### Виступи на змаганнях молодших вікових груп
| Змагання                                      | Збірна | Вагова категорія          | Місце  |
| --------------------------------------------- | ------ | ------------------------- | ------ |
| Чемпіонат Азії з боротьби серед кадетів 2010  | Японія | жіноча боротьба, до 70 кг | Золото |
| Чемпіонат світу з боротьби серед кадетів 2011 | Японія | жіноча боротьба, до 70 кг | 5      |
| Чемпіонат світу з боротьби серед кадетів 2012 | Японія | жіноча боротьба, до 70 кг | 12     |
| Чемпіонат світу з боротьби серед юніорів 2013 | Японія | жіноча боротьба, до 72 кг | Золото |
| Чемпіонат світу з боротьби серед юніорів 2014 | Японія | жіноча боротьба, до 72 кг | 10     |
| Чемпіонат світу з боротьби серед юніорів 2015 | Японія | жіноча боротьба, до 72 кг | Золото |